# Fosa zamkowa (Bydgoszcz)

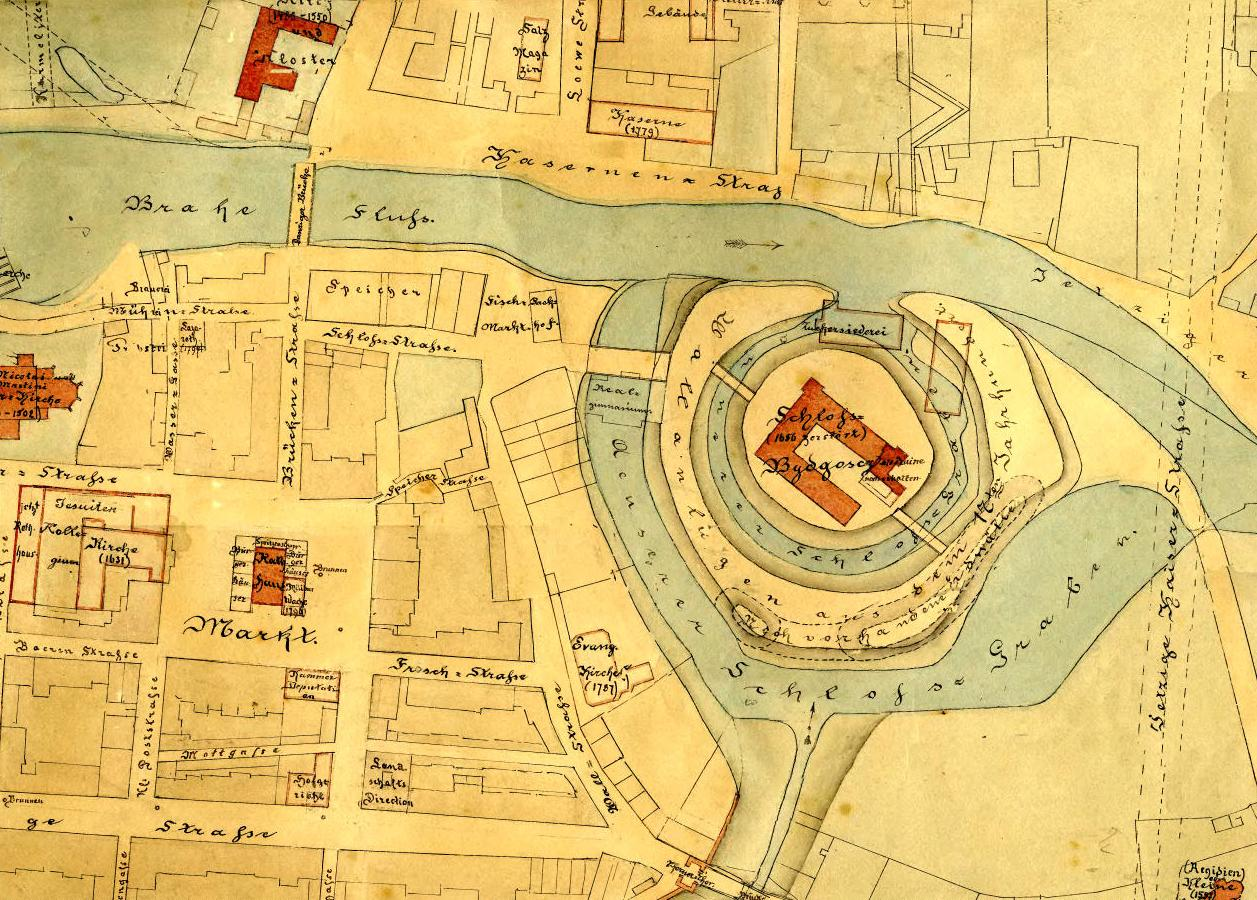
Fosa zamkowa na planie-rekonstrukcji Bydgoszczy staropolskiej z 1890 r.

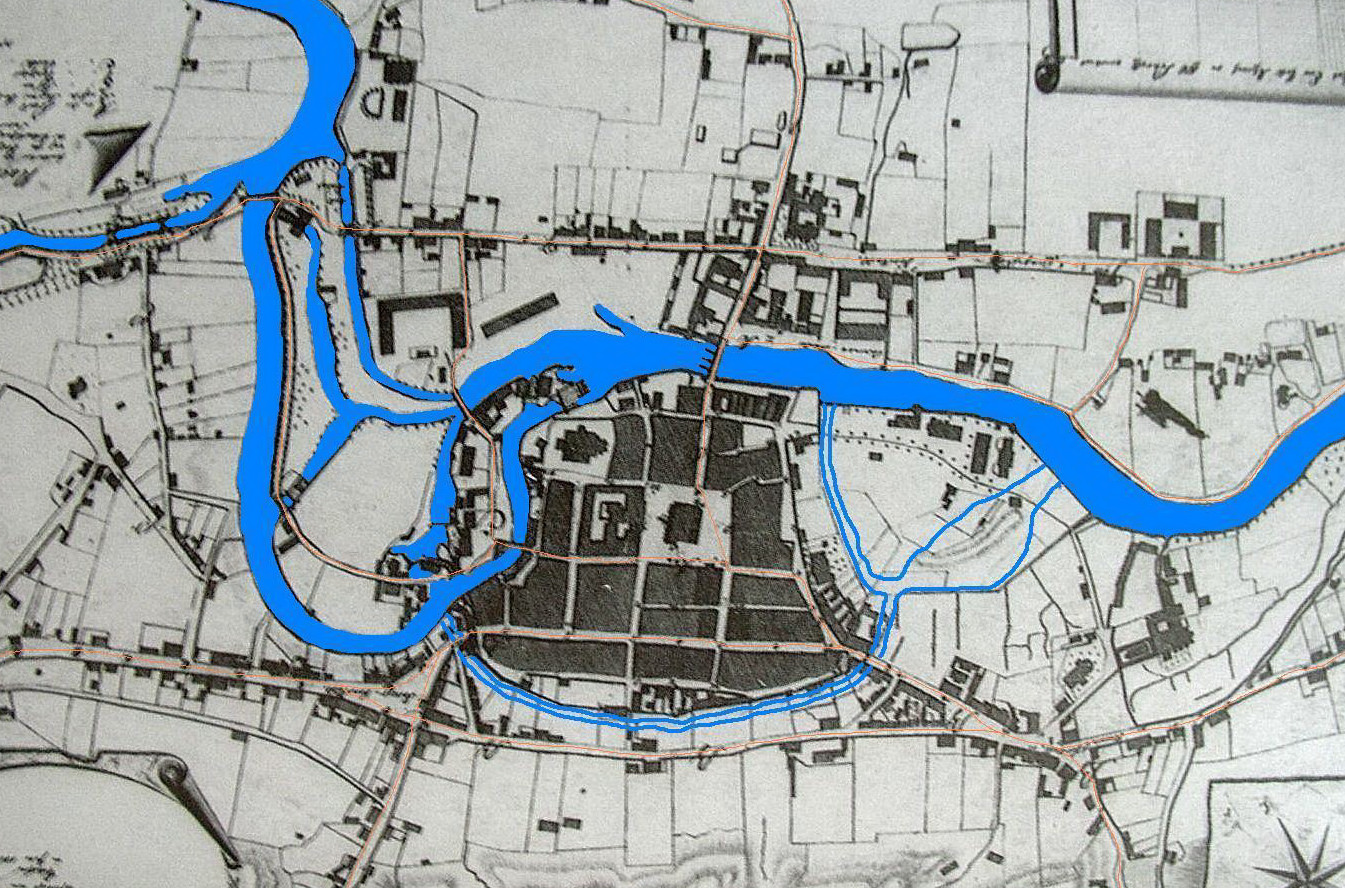
Plan Bydgoszczy z 1800 r. z zanikłą fosą zamkową

Fosa zamkowa – starorzecze rzeki Brdy opływające do XVIII wieku wzgórze, na którym zbudowano zamek w Bydgoszczy.

## Położenie
Fosa zamkowa była odnogą rzeki Brdy. Rozpoczynała się w rejonie dzisiejszego Rybiego Rynku, płynęła wzdłuż ul. Podwale, łączyła się z fosą Miejską w okolicy Bramy Kujawskiej, po czym łukiem schodziła do Brdy na wysokości dzisiejszego Mostu Bernardyńskiego.

## Historia
Fosa zamkowa niegdyś stanowiła obok dzisiejszej Młynówki starorzecze Brdy. Między tym rzekami znajdował się półwysep, na którym w 1346 r. Kazimierz Wielki lokował miasto Bydgoszcz. Na wschód od półwyspu znajdowała się wyspa, na której w XI wieku zbudowano warowny gród. W XIII wieku był to już gród kasztelański wraz z podgrodziem położonym we wschodniej części oraz przystanią rzeczną od strony południowej. Po zniszczeniu grodu przez Krzyżaków w 1330 r. na sztucznie podwyższonej i powiększonej wyspie zbudowano murowany zamek obronny. Oblewający wyspę ciek wodny nazywany fosą zamkową był istotnym elementem obronnym i był utrzymywany w należytym stanie ze względów militarnych.
Wyspa zamkowa w XVII wieku miała wymiary: 170 x 250 m. Jej szczyt miał formę płaskiej platformy o średnicy 90 m, nieznacznie wyniesionej ponad poziom Brdy. Szerokość fosy wynosiła 15 m w części zachodniej i południowej. W części wschodniej istniało rozlewisko o szerokości 40-50 m, połączone wąskim przekopem z Brdą. Kolejna nawodniona bądź sucha fosa wewnętrzna znajdowała się na terenie wyspy zamkowej.
Po zniszczeniu zamku w 1656 r. fosa straciła znaczenie obronne. Wschodnia i południowa jej część uległa zapiaszczeniu i zasypaniu. Pozostałością tego odcinka był staw często wzmiankowany w źródłach pisanych w XVIII wieku. Fosa w części zachodniej funkcjonowała jeszcze jako element obronny do połowy XVIII wieku, stanowiąc przedpole ziemnego wału obronnego wzniesionego w latach 70. XVII wieku. 
Po zajęciu miasta przez Prusy w 1772 r. wykonano dokładną inwentaryzację miasta, która wykazała zanik cieku. Na Planie Gretha z 1774 r. na miejscu dawnej fosy znajduje się jedynie suche obniżenie. Na planie Lindnera z 1800 r.  fosa jest zniwelowana i zajęta przez ogrody poza odcinkiem południowo-wschodnim. 
Zabudowa w obrębie dawnej fosy i wzgórza zamkowego najszybciej rozpoczęła się w części zachodniej przylegającej do ul. Podwale i północnej przylegającej do ul. Grodzkiej. W 1787 r. wzniesiono farę ewangelicką, przed 1800 r. obiekty rafinerii cukru, w 1858 r. w pobliżu ul. Grodzkiej zbudowano gmach szkoły realnej, w 1872 r. wybudowano ul. Bernardyńską wraz z mostem przez Brdę. 
Ostateczna niwelacja i zabudowa terenu wzgórza zamkowego nastąpiła w 1899 r. Wytyczono wówczas Plac Kościeleckich, wyburzono resztki ruin średniowiecznego zamku bydgoskiego, a na miejscu dawnej fosy i fragmentu wzgórza wybudowano nową neogotycką farę ewangelicką pw. Krzyża świętego (ob. kościół pw. św. Andrzeja Boboli). Przedłużono również w kierunku wschodnim ul. Kościelną (ob. ul. Magdzińskiego), której perspektywę zamknęła nowa świątynia ewangelicka, zaś w miejscu wyburzonej starej fary ewangelickiej wzniesiono w 1903 r. miejską halę targową.